# Energitæthed
For energitæthed i meningen energi per masseenhed se specifik energi
Energitæthed er en term anvendt for mængden af energi gemt i et givent system eller et rumfangsområde per enhed rumfang. Ofte kvantificeres kun den anvendelige eller ekstraherbare/tilgængelige energi, hvilket vil sige at kemisk utilgængelig energi eller hvilemasseenergi ignoreres.

For brændstoffer er energi per enhed rumfang nogle gange en brugbar parameter. Til eksemplificering på at energi per enhed rumfang kan være bedre haves følgende eksempel; brændstoffet hydrogen i forhold til benzin – hydrogen har en højere specifik energi end benzin, men hydrogen har selv i flydende form, en meget lavere energitæthed.
Energi per enhed rumfang har den samme fysiske enhed som tryk og i mange tilfælde er det en eksakt synonym; for eksempel, energitætheden af det magnetiske felt kan udtrykkes (og opfører sig som) et fysiskt tryk og energien krævet til at komprimere en komprimeret gas en lille smule mere kan bestemmes ved at multiplicere forskellen mellem gastrykket og trykket udenfor med forskellen i rumfang. Kort, trykket er et mål for et systems rumfangs entalpi. En trykgradient har et potential til at udføre arbejde på omgivelserne ved at konvertere entalpi indtil ligevægt nås.

## Energitæthed af energilagre og brændstof
I energilagre-anvendelser hænger energilagringen sammen med energilagerets masse i forhold til energilagerets rumfang. Jo større energitæthed, jo mere energi kan gemmes eller transporteres i det samme mængde rumfang.
Den tætteste energikilde er den totale annihilation af stof og hermed konvertering til energi, såsom ved stof-antistof-kollisioner. Selvom større stoftætheder kan opnås, vil tætheden af en neutronstjerne omtrent være det tætteste mulige stof-antistof-system, da tætheden af et sort hul ikke har samme antipartikelformer.
Den højeste tætteste energikilde er udover antistof er fusion og fission. Fusion omfatter energi fra solen som vil være tilgængelig i milliarder af år (i form af sollys) men mennesker har ikke lært at lave vedvarende fusionsenergikilder. Fission af U-235 i kernekraftværker er tilgængelig i en del årtier endnu.

Kul, gas og petroleum er i øjeblikket de primære energikilder i Danmark.

men har en meget lavere energitæthed.